# Prinsens gate (Trondheim)
Prinsens gate i Trondheim er en hovedåre for motortrafik i Midtbyen i Trondheim, Norge. Den var tidligere en del af E6 gennem. Gaden løber direkte mod nord fra Elgeseter bru til Olav Tryggvasons gate, og videre til Kanalen, hvor den ender blindt. Gaden blev opprettet som en del af Cicignons byplan fra 1681 efter den store bybrand, som Midtbyen fortsatt reguleres efter.

## Bygninger
- Statens hus, Trondheim (1)
- St. Olav domkirke (2a)
- Synagogen i Trondheim (2d)
- Prinsen kinosenter
- Trøndelag Teater (18–20)
- Arbeiderforeningen i Trondheim (22a)
- Norkirken Trondheim Salem (22b)